# Bryum tophaceum
Bryum tophaceum là một loài rêu trong họ Bryaceae. Loài này được Durieu & Mont. mô tả khoa học đầu tiên năm 1849.